# いちき串木野市立串木野中学校
いちき串木野市立串木野中学校（いちきくしきのしりつくしきのちゅうがっこう）は、鹿児島県いちき串木野市日出町にある市立中学校である。

## 概要
いちき串木野市の中央部に位置する中学校。生徒数は[2022]現在で312名、学級数は各学年3学級及び特別支援学級が3学級ある

## 沿革
- 1947年（昭和22年） - 串木野町立第一中学校として開校。同時に荒川分校を設置する[2]。
- 1948年（昭和23年） - 旭分校を設置[2]
- 1949年（昭和24年） - 串木野町立串木野中学校に改称[2]。
- 1950年（昭和25年） - 串木野町が市制施行したのに伴い、串木野市立串木野中学校となる。
- 1954年（昭和29年） - 旭分校及び荒川分校が串木野市立旭中学校及び串木野市立荒川中学校に独立（この際に独立した2校は1970年に統合し串木野市立串木野西中学校となる）[2]。
- 2005年（平成17年） - 串木野市が市来町と対等合併しいちき串木野市となったのに伴い、いちき串木野市立串木野中学校に改称

## 通学区域
- 串木野小学校の一部の校区域を除く全域
- 照島小学校の全域

## 部活動
9の運動系、1の文化系の部活動がある。
運動系…男子バスケットボール、女子バスケットボール、女子バレー、卓球、男子ソフトテニス、女子ソフトテニス、サッカー、弓道、剣道
文化系…吹奏楽
（この他に陸上・駅伝の同好会があり、各種大会前になると全校生徒の中から選手を選抜して練習を行い、大会に出場している。）